# Diaspora
A Diaspora (avagy Diaspora*; itt a * karakter is a név része) egy nyílt forráskódú személyes webszerver program, melynek célja egy Facebookhoz hasonló szolgáltatásokat nyújtó, de azzal ellentétben nem központosított közösségi hálózat létrehozása. A fejlesztő csapat alapító tagjai: Dan Grippi, Max Salzberg, Raphael Sofaer és Ilya Zhitomirskiy. Az első publikus kiadás dátuma 2010. november 23.

## A felület működése
A projekt célja, hogy lehessen általa „kis játékokat”, „kis üzenőfalakat” és „kis beszélgetéseket” igénybe venni, ahogy a Facebookon ez már ma is lehetséges, de egy nagy központi szerver helyett a felhasználók saját számítógépeiről lesznek elérhetőek az adatok és szolgáltatások. Ezeket „seed”-nek, azaz magnak hívják. A felhasználók így teljes mértékben ellenőrizhetik, hogy mi történik az általuk közzétett információkkal.
A felhasználók képeket és videókat oszthatnak meg biztonságosan, a GPG, segítségével, és a Diaspora lehetővé teszi a szolgáltatások közti kapcsolódást, így például egy képmegosztóra (pl. Flickr) feltöltött kép automatikusan megjelenhet a mikroblog (pl. Twitter)szolgáltatásban . A Diaspora magában foglalja majd az OpenID-vel való bejelentkezés lehetőségét, egy VoIP szolgáltatást, titkosított biztonsági mentéseket, egy azonnali üzenetküldő alkalmazást, és az UDP használatát.

## Kezdeti lépések
A projekt indulását 2010. április 24-én jelentették be a Kickstarter nevű portálon, ahol támogatások gyűjtésére van lehetőség. A célul kitűzött 10 000 dolláros összeget 12 nap alatt összegyűjtötték. A következő hetekben 200 642 dollár gyűlt össze, 6479 támogatótól, ezzel a legsikeresebb projektté vált a Kickstarteren.  Az egyik támogató, Mark Zuckerberg, aki alapítója és főtitkára a Facebooknak, „menő ötletnek” nevezte a Diasporát.
A fejlesztő csoport a Columbia University jogtanára, Eben Moglen, az internetes társadalomról szóló, 2010. február 5-én, „Szabadság a Felhőben” (Freedom in the Cloud) elhangzott előadásának hatására döntött a Diaspora megalkotása mellett. Előadásában Moglen a centralizált közösségi hálózatokat „ingyenes kémkedő rendszerekként” írja le.
A megalapítást követően, a Diaspora csoport elkezdte kifejleszteni a „beépülő (add-on) modulok sorozatát” melyek célja „lehetővé tenni a kommunikáció bármilyen formáját”, és tervezik, hogy egy fizetős hosting szolgáltást hoznak létre a Diaspora seedek számára.
A fejlesztői változat nyilvános bemutatása 2010. szeptember 15-én volt, ami azonnal rávilágított a fiatal program erős sebezhetőségére. 

2010. november 23-tól tesztelik meghívásos terjesztéssel a program alfa változatának terhelhetőségét.

Az egyik fő fejlesztő, Ilya Zhitomirskiy (1989–2011) 22 éves korában, 2011. november 12-én életét vesztette. A haláleset hátterében vélhetőleg öngyilkosság áll.